# Bronquiolitis obliterant amb pneumònia organitzativa
La bronquiolitis obliterant amb pneumònia organitzativa (BOPO) és una inflamació dels bronquíols (bronquiolitis) i els teixits que els envolten als pulmons. La BOPO sovint és causada per una malaltia inflamatòria crònica preexistent com ara l'artritis reumatoide. La BOPO també pot ser un efecte secundari de certs medicaments, com ara l'amiodarona.
També és coneguda com a pneumònia organitzativa criptogènica (POC), i algunes fonts recomanen utilitzar aquest últim nom per reduir la confusió amb la bronquiolitis obliterant.